# Ariel Castro

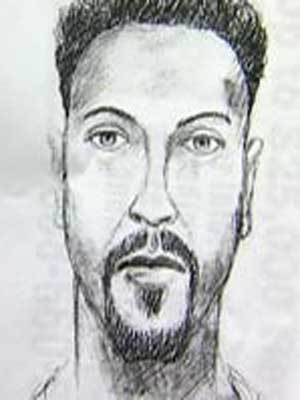
Portret-robot al suspectului în cazul răpirii Ginei DeJesus

Ariel Castro (n. 10 iulie 1960, Cleveland, Ohio, Statele Unite - d. 3 septembrie 2013, Orient, Ohio, Statele Unite) a fost un criminal american condamnat pentru răpire, reținere ilegală pe termen lung și violare regulată a trei femei - Amanda Berry , Gina DeJesus și Michelle Knight - precum și de uciderea de trei ori a copiilor nenăscuți, prin bătaie brutală a uneia dintre prizoniere care a rămas însărcinată cu el (Knight). În timpul șederii sale în captivitate la Castro, Amanda Berry a dat naștere unei fetițe.
După ce a fost condamnat la închisoare pe viață plus 1.000 de ani, fără posibilitatea eliberării condiționate, s-a sinucis în celula sa prin spânzurare. 

## Legături externe
- http://stirileprotv.ro/stiri/international/monstrul-din-cleveland-s-a-sinucis-ariel-castro-a-fost-gasit-spanzurat-in-celula.html
- http://spynews.ro/actualitate/a-fost-gasit-spanzurat-in-celula-sa-un-infractor-odios-sia-pus-capat-zilelor-7306.html?utm_source=a1&utm_medium=widget&utm_campaign=
- Cleveland Kidnappings Map; A round-up of key locations in the disappearances of Amanda Berry, Michelle Knight, and Gina DeJesus
- Ariel Castro's offender profile with the Ohio Department of Rehabilitation and Correction Arhivat în 4 octombrie 2013, la Wayback Machine.